# Electrophaes ephoria
Electrophaes ephoria là một loài bướm đêm trong họ Geometridae.